# Der Familien-Rechts-Berater
Der Familien-Rechts-Berater, kurz FamRB, heißt eine deutsche juristische Fachzeitschrift zum gesamten Familienrecht (einschließlich seiner Berührungspunkte mit dem Erb-, Steuer- und Sozialrecht). Sie erscheint monatlich im Kölner Verlag Otto Schmidt seit 2002 (ISSN 1618-8349).